# Rédacteur de documentation
Le rédacteur de documentation en informatique a pour fonction la production des textes et autres médias destinés à l'assistance des utilisateurs de logiciels.
Les documentations peuvent être :
- la documentation métier. Elle décrira les fonctions du logiciel en fonction du métier de l'utilisateur.
- les procédures métier. Ces procédures décriront les actions de l'utilisateur sur le logiciel et hors logiciel.
- la documentation générale d'un logiciel. Elle décrira souvent toutes les fonctionnalités du logiciel.

Ces documentations peuvent être :
- un manuel ou livre imprimé ;
- une aide en ligne accessible à partir du logiciel ou téléchargeable.
- une aide intégrée au logiciel ;

De plus en plus, le métier de rédacteur de documentation rejoint le métier de formateur pour constituer le métier d'accompagnateur du changement.

## Outils de conception de la documentation
Le rédacteur de documentation utilise des outils logiciels pour rédiger ces documentations.
Il s'agit d'un métier qui commence à se faire connaître et se rassemble autour de communautés telles que La communauté du communicateur technique.